# Groupe Libertés et territoires
Le groupe Libertés, indépendants, outre-mer et territoires (LIOT) er en politisk gruppe i den franske nationalforsamling. Gruppen fik sit nuværende navn den 28. juni 2022.
I 2018-2022 havde gruppen navnet Gruppen Friheder og Territorier (LT) (fransk: Le Groupe Libertés et territoires (LT)). Gruppen blev oprettet i 2018.
I sin første tid var LT–gruppen hverken en del af regeringspartierne (La majorité présidentielle) eller af oppositionen, men ved tillidsafstemningen den 15. juli 2020 om premierminister Jean Castex's regeringserklæring (déclaration de politique générale) nærmede LT sig oppositionen mod præsident Emmanuel Macron's regeringer.
Af gruppens daværende 18 medlemmer stemte 10 nej, 7 afstod fra at stemme og 1 var ikke til stede, mens ingen stemte ja. Den 30. juli 2020 blev gruppen officielt en del af oppositionen. 
LT–gruppen er socialliberal og regionalistisk.

## Sammensætning
LT–gruppen blev oprettet af 16 medlemmer af nationalforsamlingen den 17. oktober 2018. I 2020 kom gruppen op på 20 medlemmer, og i januar 2021 havde gruppen 17 medlemmer.
I januar 2021 fordelte medlemmerne sig således:
- 3 medlemmer fra den korsikanske koalition for uafhængighed
- 3 medlemmer fra det radikale venstreparti
- et medlem fra den radikale og social–liberale bevægelse
- én radikal med tilknytning til LREM
- 2 medlemmer fra uafhængige højre, det ene medlem er valgt på Wallis og Futuna
- 2 uafhængige midterpolitikere (Divers centre (DVC))
- et medlem fra Résistons (modstand)
- et medlem fra partiet Liberté Écologie Fraternité (LEF) (Frihed Økologi Broderskab)
- et medlem fra centristerne
- én regionalist fra Morbihan i Bretagne
- et medlem fra uafhængige venstre

## Formandskab
Gruppen ledes af to medformænd.
Fra 17. oktober 2018 til 8. september 2020 var det Philippe Vigier (LC) og Bertrand Pancher (MR), der var medformænd.
Fra 16. september 2020 er det Bertrand Pancher (MR) og Sylvia Pinel (PRG), der er medformænd.

## Gruppen efter valget i 2022
Efter valget i 2022 består LIOT-gruppen af 16 medlemmer.
 Der er for få eller ingen kildehenvisninger i denne artikel, hvilket er et problem. Du kan hjælpe ved at angive troværdige kilder til de påstande, som fremføres i artiklen.